# Abu Bakr ibn Tufajl
Abu Bakr ibn Tufajl (arab betűkkel أبو بكر بن طفيل – Abū Bakr ibn Ṭufayl), latinizált nevén Abubacer (Guadix, 1105–1110 körül – Marokkó, 1185) középkori arab csillagász, matematikus, orvos, író, filozófus és udvari tisztviselő volt. Teljes neve Abu Bakr Muhammad ibn Abd al-Malik al-Kajszi l-Andaluszi (أبو بكر محمد بن عبد الملك القيسي الأندلسي – Abū Bakr Muḥammad ibn ʿAbd al-Malik al-Qaysī l-Andalusī).

## Élete
Andalúzia Guadix városában, Granada közelében látta meg a napvilágot. Ifjúkorában a nyugati muszlim tudomány legnagyobb alakja, az Európában Avempace névvel illetett Abu Bakr ibn Száig ibn Báddzsa volt, ő maga pedig a világhírű Ibn Rusd (Averroës) pártfogója volt. E triász képviselte leginkább az arisztotelészi logika primátusát a Gazáli által keleten meghonosított misztikus teológiai dominanciával szemben. Ibn Tufajl eleinte matematikával és csillagászattal foglalkozott, később a granadai emír titkára lett, majd az Almohád I. Júszuf kalifa orvosa és vezíre lett. Amikor 1182-ben visszavonult, tanítványát, Ibn Rusdot javasolta utódjául. Egy másik neveltje, az Alpetragius néven ismert Núr ad-Dín al-Bitrúdzsi csillagászként alkotott nagyot.

## Munkássága
Ibn Tufajlnak egy műve maradt ránk teljesen, amely a Hajj ibn Jakzán (Éber fia, Élő) címet viseli. A mű címét Avicennától kölcsönözte, nála azonban az aktív intellektust szimbolizáló személynév az embert jelöli, szemben elődjével, akinél ez a végső, tiszta szellemiséget jelenti. Ibn Tufajl hősének sikerül felfednie a tudományok és a filozófia titkait puszta absztrakcióval (philosophus autodidactus, ahogy az angol Edward Pococke fordította a címet). Maga a mű egy kisgyermekről, Hajj ibn Jakzánról szól, akit egy lakatlan szigeten egy gazella nevel fel. A gyermek megfigyeléssel és okoskodással feltárja a legmagasabb fizikai és metafizikai valóságot, s filozófiai rendszere segítségével eljut az Istennel való egyesülésig. A szigetre vetődő Aszál, az aszkéta teológus megismerteti a vallással, s így ráébred, hogy az általa kitalált filozófiai rendszer a kinyilatkoztatott vallás transzcendens értelmezése. Együtt elutaznak a szomszédos szigetre, Szalmán, a jóságos király birodalmába, hogy terjesszék tanaikat, azonban rá kell ébredniük, hogy az átlagembereknek kinyilatkoztatott vallás szimbólumaival teleaggatott hitre van szükségük, atyáik hitére, s az igazán isteni hitet és életet csupán néhány kiválasztott érheti el.
Ez látszólag ellentmond annak, hogy a szerző ellentétben állt a újplatonizmust is magába olvasztó iszlám misztika, a szúfizmus híveivel: művével valójában legitimálta a racionális tudományos kutatást is azzal, hogy az ellenpólus kiváló leírásával elválasztotta a kettőt egymástól.
A mű Európában a legismertebb arab szövegek közé számított, szövegét – latin fordítással – először Edward Pococke adta ki 1671-ben, ezt követte a holland (1672), az angol (1674) és a német fordítás (1726). Egyes feltételezések szerint Daniel Defoe-re is hatással volt a Robinson Crusoe megírásakor.

## Magyarul
- A természetes ember; ford., utószó, jegyz. Katona Tamás, Molnár Imre; Európa, Budapest, 1961